# Inmigración coreana en Argentina

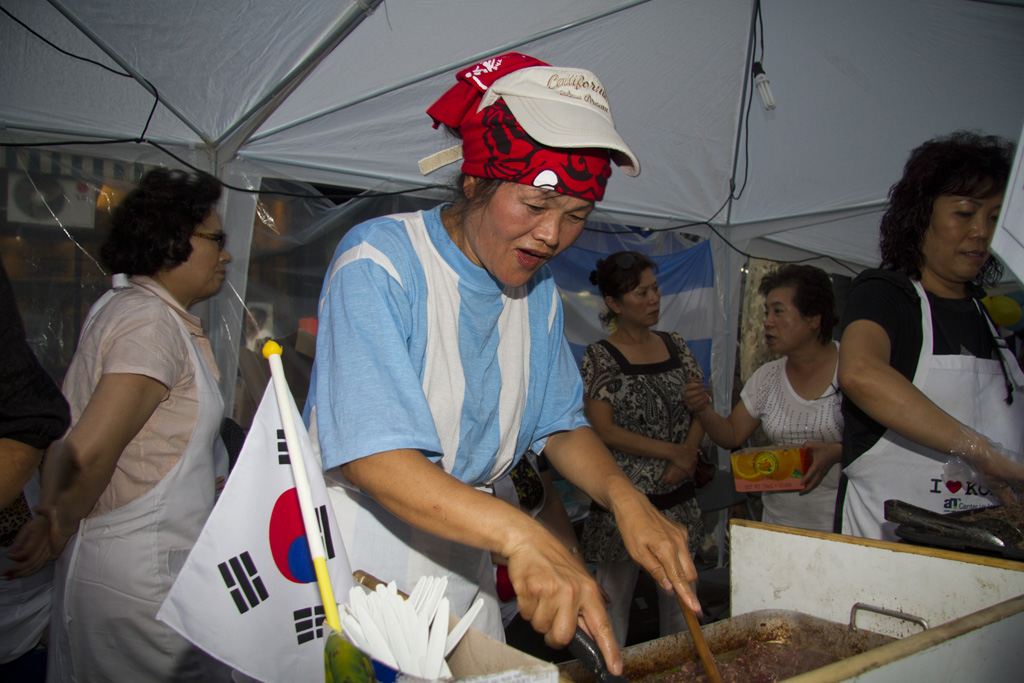
Mujer coreana cocinando. Viste camiseta con colores de Argentina y se aprecia la bandera surcoreana.

La inmigración coreana en Argentina es el proceso migratorio de personas provenientes de la península de Corea (especialmente de la República de Corea, también conocida como Corea del Sur) hacia la República Argentina. Los coreanos en Argentina constituyen la segunda comunidad coreana más importante en América Latina en términos de población y la decimoquinta a nivel mundial, de acuerdo al Ministerio de Relaciones Exteriores de Corea del Sur. La población coreana en Argentina ha disminuido en poco más del 50% entre los años 1997 y 2003. A pesar del pequeño repunte en sus cifras desde entonces, han sido superadas en tamaño por el rápido crecimiento de las comunidades coreanas en Australia, Nueva Zelanda, el Reino Unido, y el sureste de Asia.

## Historia

### Comienzos
Existen algunos registros que demuestren la presencia de unos pocos coreanos en Argentina ya en 1940, cuando Corea era una colonia japonesa. Sin embargo, los primeros inmigrantes coreanos conocidos en Argentina fueron doce prisioneros norcoreanos de la guerra de Corea que se negaron a la repatriación ofrecida bajo los términos del Acuerdo de Armisticio de Corea, y eligieron en su lugar empezar una nueva vida en otro continente; fueron finalmente reubicados en Argentina en 1956 y 1957 por el Alto Comisionado de las Naciones Unidas para los Refugiados.
Los surcoreanos llegaron por primera vez a la Argentina en la década de 1960, en virtud de un acuerdo intergubernamental entre los dos países. Los primeros que comenzaron a llegar en 1962 como re-migrantes de las comunidades de coreanos en el Paraguay y en Chile. Sin embargo, la fecha más a menudo identificada como el inicio de la migración coreana a la Argentina es el 14 de octubre de 1965, cuando un grupo de trece familias de Busan llegó por barco a Buenos Aires rumbo a Choele Choel, en la provincia de Río Negro. Entre 1970 y 1978, quinientas familias más, un total de 2.800 personas, llegaron a la Argentina, con la intención específica del gobierno argentino de que se establecieran en las zonas rurales menos desarrolladas de Argentina. Se suponía que los nuevos inmigrantes poseyeran experiencia agrícola en Corea; sin embargo, pocos realmente la tenían. Debido a la falta de infraestructura económica y oportunidades de empleo en esas regiones, se vieron obligados a reinstalarse en centros urbanos.

### Inmigración masiva
La afluencia más grande y más notable de inmigrantes coreanos en Argentina se inició en los años 1980. El número total de inmigrantes entre 1965 y 1985 solo ascendió a unos 6.000, pero comenzó a aumentar bruscamente después de aquello. Por aquel entonces, Corea del Sur era un país moderno e industrializado, pero la fuerte recesión proporcionó un factor de empuje para la migración hacia el extranjero; la firma del Acto de Procedimiento entre los gobiernos de Argentina y Corea del Sur ese año estableció y favoreció la migración. La obtención de la residencia no era barata; aquellos empresarios que buscaban establecerse y obtener un permiso de residencia tenían que invertir 100.000 dólares estadounidenses. La población alcanzó un máximo de unas 50.000 personas en 1996.
A finales de la década de 1990, la migración llegó en gran medida a su fin, y el tamaño de la comunidad comenzó a disminuir; hubo algunos casos de nuevos inmigrantes que lograron la reagrupación familiar, y algunos otros fueron deportados del país, pero la principal causa de la disminución de la comunidad fue la re-emigración, principalmente hacia Canadá y Estados Unidos. El destino más común en los Estados Unidos, no solo para los coreanos, sino también para los demás argentinos, era Miami, Florida. Debido a sus habilidades multilingües y experiencia en los negocios, a los coreanos normalmente les fue mejor en el mercado laboral que los otros emigrantes procedentes de Argentina. La re-emigración provocó que el número de coreanos en Argentina cayera a 15.000.

## Distribución territorial

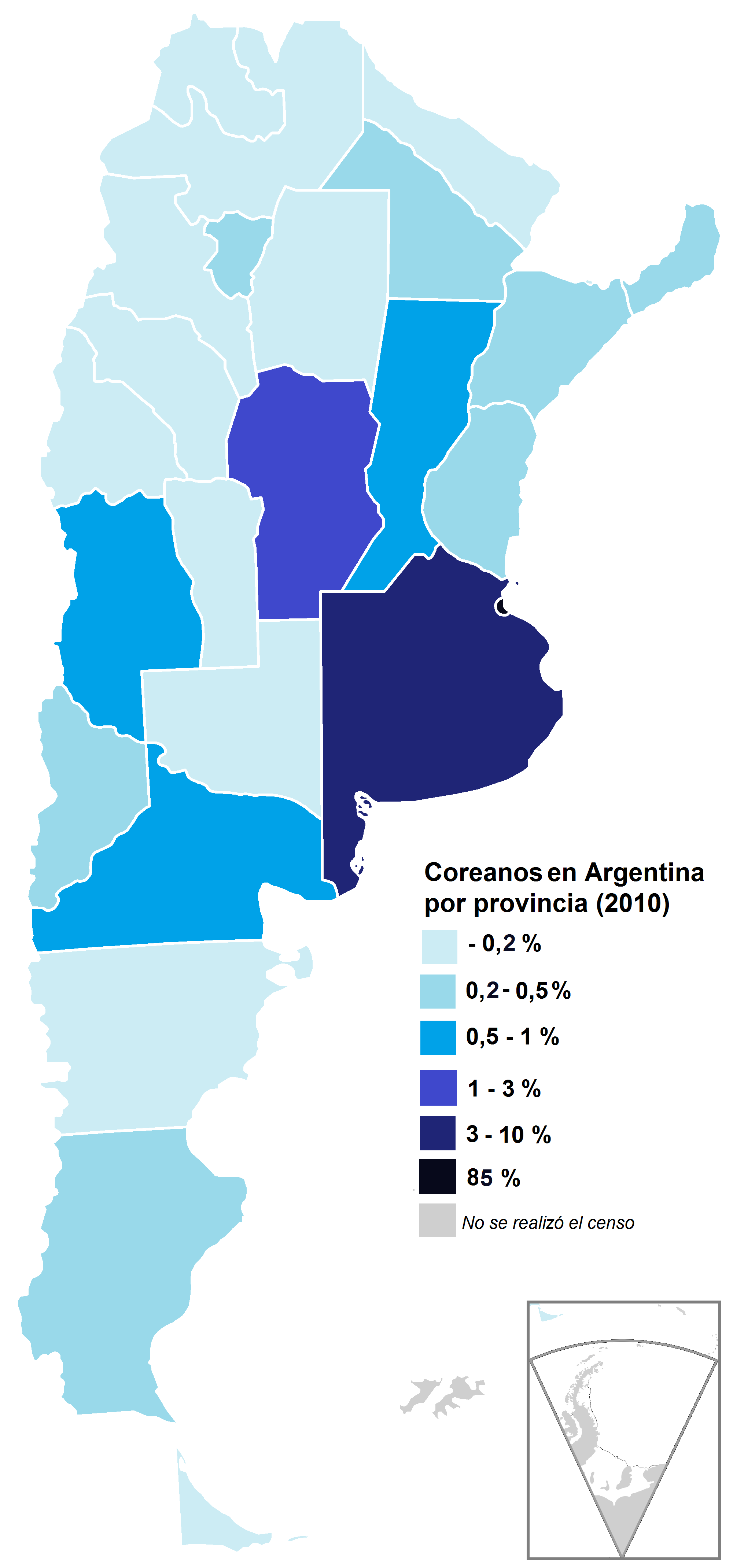
Porcentaje de coreanos en Argentina por provincia según el censo 2010.

El censo argentino de 2010 registró 7.321 personas nacidas en Corea (INDEC no hace distinción entre Corea del Sur y Corea del Norte). La siguiente tabla muestra la distribución en las 23 provincias y la Ciudad Autónoma de Buenos Aires:
| Rango | Provincia              | Nacidos en Corea | Porcentaje |
| ----- | ---------------------- | ---------------- | ---------- |
| 1     | Ciudad de Buenos Aires | 6.242            | 85,00 %    |
| 2     | Buenos Aires           | 565              | 7,71 %     |
| 3     | Córdoba                | 137              | 1,87 %     |
| 4     | Santa Fe               | 66               | 0,90 %     |
| 5     | Mendoza                | 41               | 0,56 %     |
| 6     | Río Negro              | 38               | 0,52 %     |
| 7     | Tucumán                | 27               | 0,37 %     |
| 8     | Misiones               | 22               | 0,30 %     |
| 9     | Chaco                  | 19               | 0,26 %     |
| 10    | Entre Ríos             | 17               | 0,23 %     |
|       | Neuquén                | 17               | 0,23 %     |
|       | Santa Cruz             | 17               | 0,23 %     |
| 13    | Corrientes             | 16               | 0,22 %     |
| 14    | San Juan               | 14               | 0,20 %     |
|       | San Luis               | 14               | 0,20 %     |
| 16    | La Rioja               | 12               | 0,16 %     |
| 17    | Jujuy                  | 11               | 0,15 %     |
| 18    | Salta                  | 10               | 0,14 %     |
| 19    | Formosa                | 8                | 0,10 %     |
| 20    | Catamarca              | 7                | 0,09 %     |
|       | Chubut                 | 7                | 0,09 %     |
| 22    | La Pampa               | 6                | 0,08 %     |
| 23    | Santiago del Estero    | 4                | 0,05 %     |
|       | Tierra del Fuego       | 4                | 0,05 %     |
| TOTAL | Argentina              | 7.321            | 100 %      |

## Sexo y grupos de edad
Según el censo argentino de 2010, del total de 7.321 personas nacidas en Corea, 3.671 son hombres y 3.650 mujeres. Del total de hombres, 113 tienen entre 0 y 14 años, 2.989 entre 15 y 64, y 569 son mayores de 65 años de edad. Del total de mujeres, 132 tienen entre 0 y 14 años, 2.999 entre 15 y 64, y 519 son mayores de 65 años de edad.

## Barrio Coreano de Buenos Aires
En el Bajo Flores, sector del barrio porteño de Flores, sobre la Avenida Carabobo, entre las avenidas Eva Perón y Castañares, se encuentra el Barrio Coreano de Buenos Aires (en coreano: Baek-Ku). Cabe destacar que las cuadras finales de la avenida Carabobo fueron renombradas Corea.
La mayoría de los habitantes, surcoreanos asentados desde 1965, originalmente se establecieron en zonas rurales, terminando en la ciudad capital. En la década de 1970 se establece popularmente la zona como el barrio coreano. Los inmigrantes y sus descendientes se dedican al comercio o la actividad textil, teniendo a su vez comercios en la Avenida Avellaneda o el barrio de Once. La principal religión de la colectividad es la evangélica (hay unas 30 iglesias coreanas), seguida por el budismo (con dos templos) y el catolicismo (con una iglesia). También son populares los restaurantes de gastronomía coreana, los supermercados y una panadería de productos coreanos. Además hay una escuela para los niños de la comunidad.
En el barrio, los carteles de los locales comerciales y publicidades están en coreano. No todos los habitantes hablan español. Los productos en venta se ofrecen principalmente a los coreanos. La comunidad está organizada en torno a una gran cantidad de instituciones que agrupan a las personas por profesión, origen, religión, escuelas y universidades, etc.
Anualmente en el mes de abril, la embajada surcoreana y el Centro Cultural Coreano organizan el Festival de Gastronomía Coreana.
En la cultura popular, en 2014 se estrenó una película llamada Una canción coreana, que formó parte del Buenos Aires Festival Internacional de Cine Independiente (BAFICI), protagonizada por An-Ra, cantante lírica que además administra un restaurante en el barrio.

## Educación

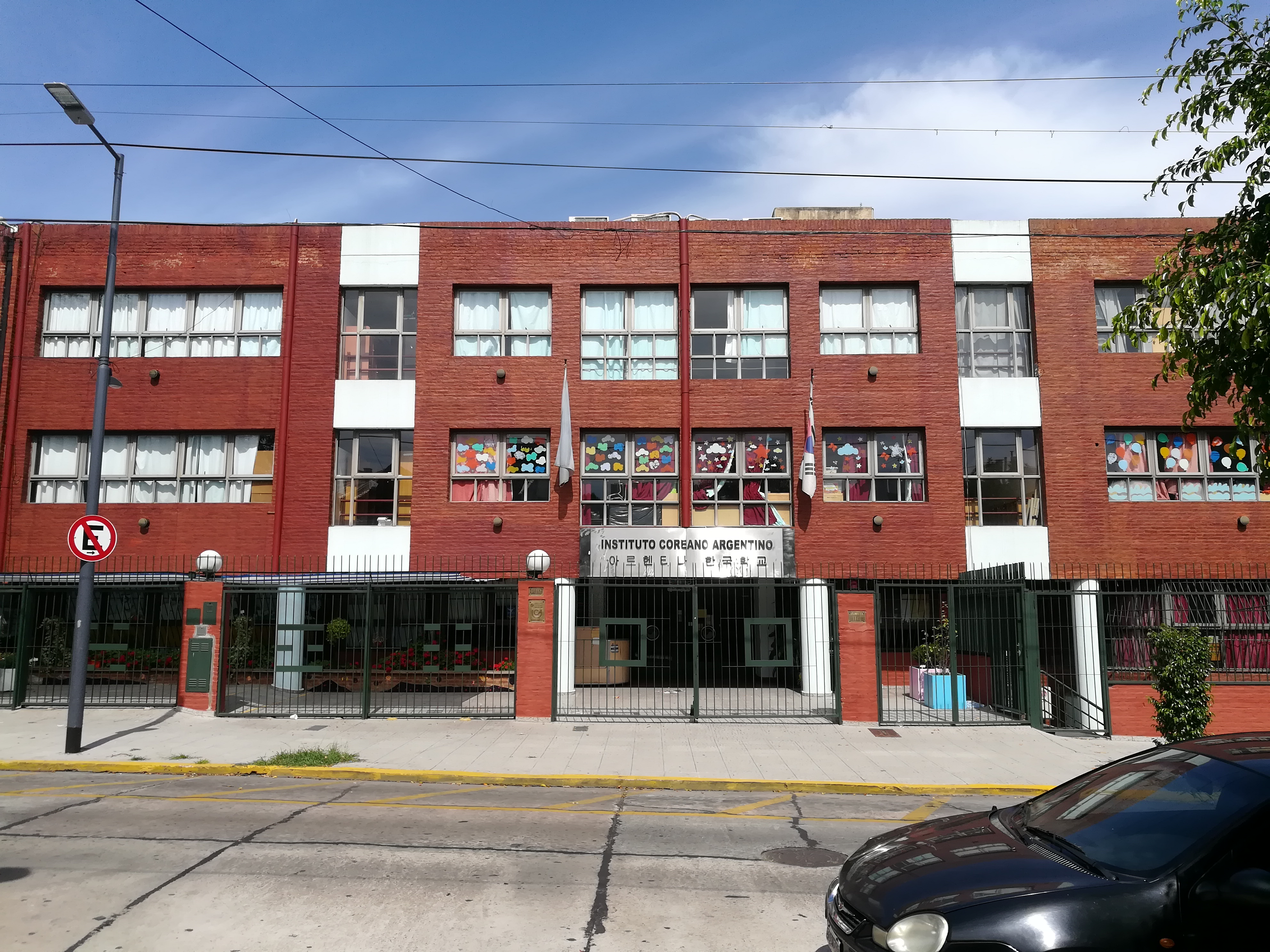
Instituto Coreano Argentino

Buenos Aires tiene una escuela internacional para coreanos, el Instituto Coreano Argentino.